# Jan Polák
Jan Polák, češki nogometaš, * 14. marec 1981, Brno, Češkoslovaška.
Polák je nazadnje igral za češki nogometni klub FC Zbrojovka Brno, bil je tudi član češke reprezentance.